# Palácio Fausto Cardoso
O Palácio Fausto Cardoso é uma construção da segunda metade do século XIX tombada pelo SeCult-SE (Secretaria de Estado da Cultura de Sergipe), atualmente abriga o Memorial do Legislativo e a Escola do Legislativo da cidade de Aracaju, no estado de Sergipe.

## Histórico
A construção teve início em 1868 na administração do presidente da província, Coronel José da Trindade Prado, o Barão de Propriá. Tinha o objetivo de abrigar a Assembleia Provincial que perdurou até 1874.
Está localizada na Praça Fausto Cardoso, antiga Praça do Palácio, que até meados de 1868 era uma região de pântanos e charcos que alagavam Aracaju. O presidente da província solicitou o aterro da região não somente para construir os palácios mas também por questões higiênicas, acreditava-se que as águas estagnadas infectavam o ar com seus gases miasmáticos e consequentemente provocavam doenças epidêmicas.
No início do século XX, passou a sediar Assembleia Legislativa e outras repartições até 1987.
O Palácio recebeu o nome Fausto Cardoso em homenagem ao advogado e político, Fausto de Aguiar Cardoso, líder do movimento revolucionário de agosto de 1906 e que foi assassinado por um tiro na praça que leva o seu nome. O tiro foi dado pelos soldados que foram chamados para defender o governo de Guilherme Campos, irmão de Olimpio Campos, este mantinha um desafeto com Fausto Cardoso.. Ironicamente outro Palácio na mesma praça foi denomidado Olimpio Campos, este também foi assassinado em 1906 pelos filhos de Fausto Cardoso
Atualmente, abriga a Escola do Legislativo Deputado João de Seixas Dória e o Memorial do Legislativo Deputada Quintina Diniz.

## Restauração
Em 2015, o Palácio Fausto Cardoso foi entregue totalmente reformado, incluindo no projeto de restauração tanto a compra e mobiliário como equipamentos para a escola legislativa instalada na propriedade. A escola faz parte da unidade administrativa da Assembleia, foi criada para oferecer cursos e treinamentos aos parlamentares, servidores, estagiários e aos profissionais terceirizados sobre o funcionamento do Poder Legislativo.
O custo foi de quase cinco milhões., algumas fotos da área interna após a restauração podem ser vistas no site da empresa que executou o projeto, que iniciou em 2013 e finalizou em 2014